# 南海西北陆坡一号、二号沉船
南海西北陆坡一号、二号沉船，是两艘位于中国南海西北陆坡约1500米深度海域的明代古沉船，入选2023年度全国十大考古新发现。沉船于2022年10月被发现，2023年使用深海勇士号载人潜水器进行了41次潜航调查。
一号沉船遗址有多个疑似被船舱分隔开的成堆文物，最大高度达3米多，文物以瓷器为主，散落范围达上万平方米，推测数量超过十万件，根据出水文物初步判断南海西北陆坡一号为明代正德年间的商船。在距南海西北陆坡一号10多海里的地方另发一艘被定名为南海西北陆坡二号的沉船。南海西北陆坡二号发现大量经过简单加工，尺寸相近、码放整齐的原木，考古人员推测南海西北陆坡二号是从海外装载货物驶往中国的古代沉船，考古初步判断南海西北陆坡二号为明代弘治年间商船。
2023年5月20日中国国家文物局和海南省人民政府对南海西北陆坡一号和二号沉船进行水下永久测绘基点布放，并进行初步搜索调查和影像记录，2024年5月6日国务院核定南海西北陆坡一号、二号沉船水下文物保护区。2024年9月27日，南海西北陆坡一二号沉船出水文物出水文物首次公开亮相。